# Alfred Körner
Alfred Körner (Vienna, 14 febbraio 1926 – Vienna, 23 gennaio 2020) è stato un calciatore austriaco, di ruolo attaccante.
Era fratello minore di Robert Körner, anch'egli calciatore.

## Carriera

### Club
Iniziò la sua carriera nel Rapid Vienna, squadra con cui giocò per buona parte della sua carriera (dal 1949 al 1959). Nel 1959 si trasferì per una stagione all'Admira Vienna, per poi passare all'Admira Wacker, con cui giocò per una stagione prima di ritirarsi.

### Nazionale
Esordì con la Nazionale austriaca nel 1947 in una partita amichevole contro la Cecoslovacchia. Partecipò poi al Mondiale del 1954, vincendo la medaglia di bronzo.
Fu convocato anche per la Coppa del mondo 1958: la squadra austriaca fu inserito in un girone competitivo con Brasile, Inghilterra e Unione Sovietica, e la squadra uscì subito.
Giocò la sua ultima partita con la Nazionale nel 1958, contro la Francia. In totale giocò 47 partite e segnò 14 reti.

## Palmarès

### Club

#### Competizioni nazionali
- Campionato austriaco: 7

Rapid Vienna: 1946, 1948, 1951, 1952, 1954, 1956, 1957
- Coppa d'Austria: 1

Rapid Vienna: 1946

#### Competizioni internazionali
- Zentropa Cup:1

SK Rapid: 1951